# スポティッド・ディック
スポティッド・ディック（英語: Spotted dick）は、イギリスの伝統的なベイクド・プディングで、歴史的にはスエットとドライフルーツ（主にはカラントやレーズン）で作られ、しばしばカスタードが添えられる。スポティッド・ドッグ（英語: Spotted Dog）や、レイルウェイ・ケーキ（英語: Railway Cake）とも呼ばれる。
スエットの代わりに他の油脂（バターなど）を使ったレシピや、卵を使ったスポンジプディングやケーキに似たレシピなどがある。

## 語源
スポティッド（Spotted）は、中に入っているドライフルーツ（見た目が斑点に似ている）を指している。ディック（Dick）はプディングに広く使われていた方言で、生地（dough）と同じ語源から来ており、よって、現代風に言うとスポティッド・プディングになる。
19世紀末のハダースフィールドでは、地元の用語集に以下のような説明がある。
- Dick, plain pudding. If with treacle sauce, treacle dick.

## 歴史

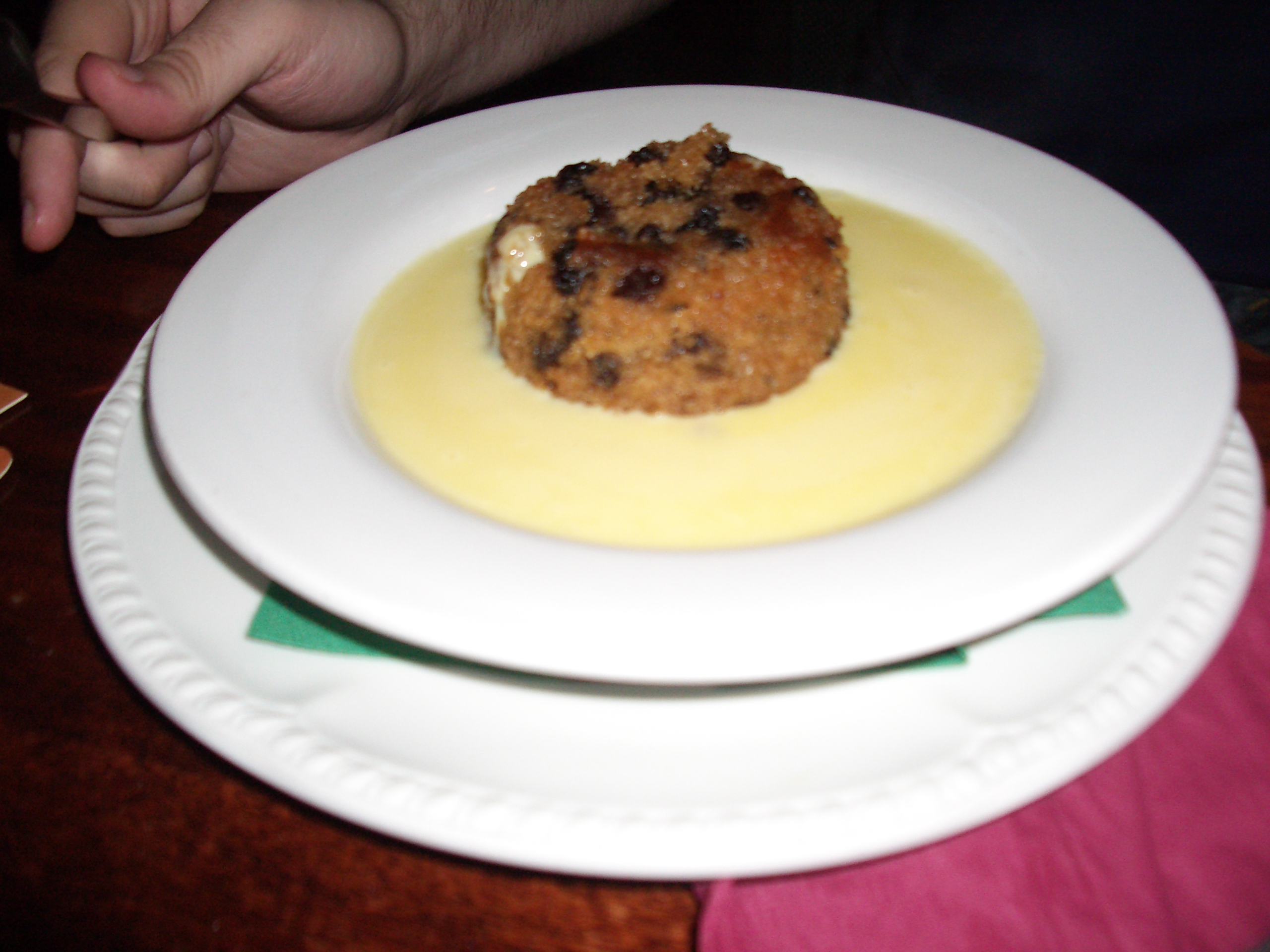
スポティッド・ディックとカスタード

この料理が初めて登場したのは、1849年に出版されたアレクシス・ソイヤーの『The modern Housewife or ménagère』で、
- Plum Bolster, or Spotted Dick - Roll out of two pounds of paste ... and have some Smyrna raisins well was...

というレシピが紹介されている。
スポティッド・ドッグという名前が初めて一般に登場したのは1855年、C.M. Smithの『Working-men's Way in the World』に「非常に斑点が多い種類のプディング」と書かれていた。この名称はレイルウェイ・ケーキとともに、アイルランドで一般的なもので、カラントを加えてソーダブレッド・ローフに似せて作られている。
1892年のポール・モール・ガゼットは、「キルバーン姉妹は......毎日、何百人もの港湾労働者にスープとスポテッド・ディックを食べさせている」と報じた。
ディックの語が陰茎のスラングであることから、ウェストミンスター宮殿内のレストランでは、「騒ぎになりにくい」という理由でスポティッド・リチャード（英語: Spotted Richard）と改名した。